# Gourin
Gourin (tiếng Breton: Gourin) là một xã ở tỉnh Morbihan trong vùng Bretagne tây bắc Pháp. Xã này có diện tích74,72 km², dân số năm 1999 là 4193 người. Khu vực này có độ cao từ 83-301 mét trên mực nước biển.
Cư dân của Gourin danh xưng trong tiếng Pháp là Gourinois.

## Tiếng Bretagne
Năm 2007, 16,3% học sinh tiểu học học song ngữ tiếng Pháp và tiếng Bretagne.